# Tuta (Colombia)
Tuta è un comune della Colombia facente parte del dipartimento di Boyacá.
Il centro abitato venne fondato da Miguel Sánchez e Juan Rodríguez Parra nel 1556.